# Villof
Villof fue una marca española de motocicletas, fabricadas en Valencia por Vicent Llorens Ferrer entre 1949 y 1965.

## Historia
La empresa de Vicent Llorens producía tornos y maquinaria similar, hasta que en 1949 comenzó a fabricar motocicletas inspirándose en las DKW alemanas, cuyo diseño pasó a ser de dominio público una vez que Alemania perdió la Segunda Guerra Mundial.

### Modelos y características
Las Villof eran motocicletas prácticas, sin guarnecidos ni elementos superfluos.
En 1949 sale a la calle un velomotor de 96 cc; este ligero vehículo, con una gran semejanza a una bicicleta con motor, montaba unos pequeños frenos Orbea, el chasis fue fabricado por el que sería gran piloto de la marca Vicente Vercher. De este velomotor apenas se fabricaron unas decenas de unidades, pasando a construirse el modelo DF 125 cc. Este velomotor tuvo un gran éxito por su sencillez, potencia y dureza, se vendieron muchas unidades, tanto en Valencia como en Castellón, Alicante y otras provincias, y supuso un gran beneficio económico para la empresa.
Hasta este momento las motocicletas Villof carecían de cambio de velocidades, se limitaban a la adopción de un sistema cónico para desembragar el motor cada vez que se deseaba parar y mantener el motor en marcha, además de pedales practicables por si acaso la potencia del motor no resultaba suficiente. En 1951 aparece el nuevo velomotor 125 DF con algunas variantes respecto al modelo anterior.
En 1954 se presenta la DF/B 125 cc, una motocicleta de dos marchas; la suspensión trasera consiste en una caja circular a cada lado que esconde una biela y dos gomas, una superior y una inferior, que amortiguan el golpe tanto de subida como de bajada.
En 1955 ofrecieron tres modelos: el velomotor DF 125 cc, las motocicletas modelo DF/B 125 de dos velocidades, y se empezó también el montaje de las motocicletas VDF125, con una gran producción. Montando alternativamente un nuevo carburador Dell Orto o el original diseñado por Villof y fundido por Mor.
La VDF125 cc era una motocicleta de tres marchas, de único sillín al igual que las anteriores, pintada en negro y con un diseño plata en el depósito, seguía prácticamente la línea de las anteriores, salvo las tres velocidades. Las primeras VDF llevaban el bombín anclado bajo el asiento, este era bastante reducido y con poco empuje de aire, posteriormente se aumentó su tamaño pasando a ser colocado en el chasis en su bajante delantera.
Entre 1957 y 1958 don Vicente Llorens Ferrer padre firmó un contrato con una empresa nacional no determinada, que se hacía con el control de fabricación y venta tanto en España como en el extranjero de las motocicletas Villof. Dicho acuerdo finalizaría el 31 de diciembre de 1958; a partir de ese momento y con la toma de las riendas de la fábrica de nuevo por Llorens se comienza a fabricar una nueva motocicleta, y en 1959 sale el nuevo modelo VDF 125 de tres velocidades; ésta acopla un nuevo sistema de suspensión trasera, se adopta el basculante y el sillín corrido. Tiene además la particularidad bajo la tapa superior del depósito, lo que en otras motos sería una caja de herramientas, en esta motocicleta se esconde además la entrada del combustible, lo que protegía este de ser succionado por los ladrones.
Con este nuevo modelo de estética algo más avanzada se llega a 1961; la fábrica deja de producir pero se seguirían montando unidades con los restos de stock almacenados y construyendo las piezas necesarias para su terminación, así como las necesarias para la venta de recambios hasta 1965.
La cilindrada y compresión fue uniforme en todos los modelos Villof de 125cc. Los aluminios eran fundidos por los hermanos Besó, de la fundición de hierro se encargaban las empresas Llansol, Luz y Bayarri, talleres Blobis construía las cajas de herramientas, depósitos y portamaletas. Desde Cataluña llegaba la forja de bielas y cigüeñales de manos de Forja Casanova en bruto, y se mecanizaban en la fábrica Villof.

### Competición
En la primera edición del Rally Moncada-Lourdes, en 1956, participaron dos Villof de 125 que recorrieron los 2003 km (ida y vuelta) en 8 días, del 5 al 13 de julio.